# Bistum Saintes

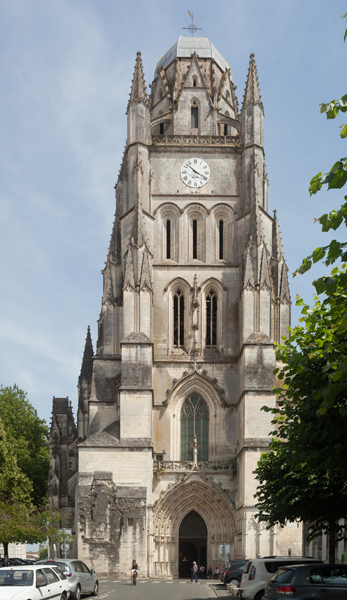
Die heutige Konkathedrale St. Pierre in Saintes

Das Bistum Saintes (lateinisch Dioecesis Sanctonensis seu Xanctonensis) war eine in Frankreich gelegene römisch-katholische Diözese mit Sitz in Saintes.

## Geschichte
Das Bistum Saintes wurde im 3. Jahrhundert errichtet. Erster Bischof war der heilige Eutropius von Saintes.
Am 29. November 1801 wurde das Bistum Saintes infolge des Konkordates von 1801 durch Papst Pius VII. mit der Päpstlichen Bulle Qui Christi Domini aufgelöst und das Territorium wurde den Bistümern Angoulême, La Rochelle und Poitiers angegliedert.